# Loi tendant à réprimer certaines formes nouvelles de délinquance
Pour les articles homonymes, voir Loi anti-casseurs.
La loi n° 70-480 du 8 juin 1970 tendant à réprimer certaines formes nouvelles de délinquance, appelée par les médias « loi anticasseurs » ou « loi anti-casseurs », est une loi pénale française promulguée au début du septennat de Georges Pompidou.

## Historique
Les événements de Mai 68 avaient ébranlé la classe politique, qui avait découvert qu'elle était juridiquement démunie pour lutter contre les mouvements collectifs et manifestations entraînant des violences contre les personnes (attaques contre les forces de l’ordre, séquestrations de chefs d'entreprises) ou contre les biens (destructions de voitures, de mobilier urbain, incendies, etc). Deux ans après ces événements, cette loi est votée début juin 1970, puis promulguée quelques jours plus tard, afin de donner une réponse politique et répressive du gouvernement à l'encontre des casseurs, soupçonnés d'être issus de la gauche ou de l’extrême-gauche. Elle incorpore une série de sanctions pour préserver l'ordre ; les manifestations de rue sont visées, mais aussi l'occupation de locaux administratifs (rectorats ou préfectures), pour punir des violences contre des fonctionnaires, et sanctionner des séquestrations (de dirigeants d'entreprise, par exemple).
Cette loi a été critiquée car elle instituait une responsabilité pénale et pécuniaire des auteurs de violences, mais aussi de simples manifestants, étrangers à ces violences.
En réaction à cette loi qualifiée de « liberticide », le candidat François Mitterrand, dans ses 110 propositions pour la France, promet d'abroger cette loi s'il est élu président de la république.
La « loi anticasseurs » est abrogée en novembre 1981,.

## Principales dispositions législatives
L'article 1er vise à réprimer les actions collectives de violences contre les personnes ou les biens.
L'article 4 tend à réprimer les séquestrations des chefs d'entreprise.